# Schnellwechselplatte

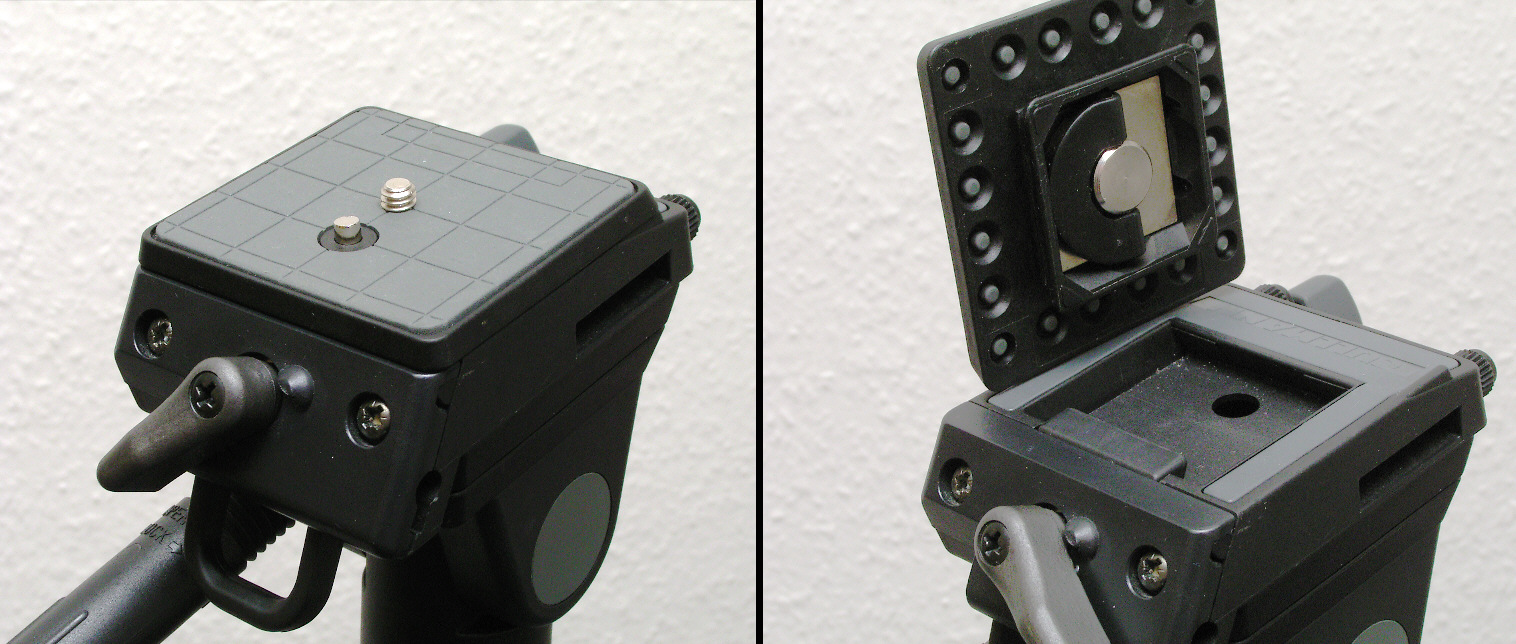
3D-Neiger mit Schnellwechselplatte, 1/4"-Schraube und „Videopin“ zur verdrehsicheren Montage von Kameras

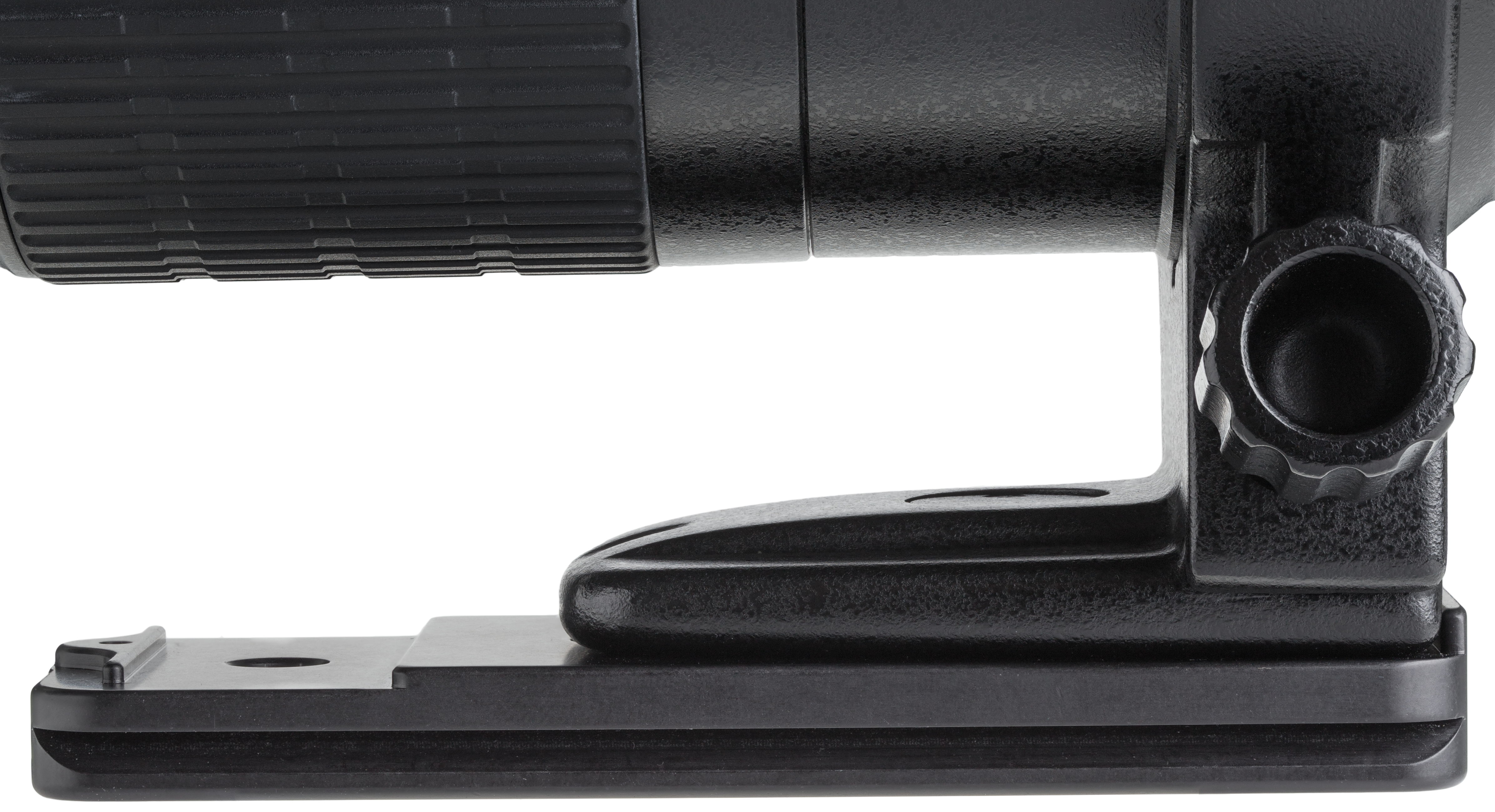
Schnellwechselplatte mit Schwalbenschwanzführung für Objektivschelle

Eine Schnellwechselplatte (auch als Kameraplatte bezeichnet) ist in der Foto- und Videotechnik ein spezielles Zubehör für Stativköpfe.
Die meisten Filmkameras und Fotoapparate haben einen Stativanschluss in Form eines Schraubgewindes, besonders große und schwere Objektive verfügen häufig über eine spezielle Schelle mit Stativgewinde. Ein häufiges Auf- und Abschrauben der Kameras vom Stativ (zum Beispiel beim Einsatz verschiedener Kameras) ist oft recht zeitraubend. Insbesondere bei langbrennweitigen Objektiven, die mehrere Kilogramm wiegen können, ist ein Aufsetzen und Abschrauben auch sehr umständlich. Dieses Problem kann durch die Verwendung von Schnellwechselplatten umgangen werden. Diese Platten werden an die Kameragehäuse oder Objektivschellen geschraubt, und anschließend über einen einfacher zu handhabenden Verriegelungsmechanismus mit einer Aufnahme auf dem Stativ bzw. dem Stativkopf verbunden.
Häufig sind Schnellwechselsysteme in den Stativköpfen integriert, allerdings gibt es auch separate Aufsätze zum Einsatz auf beliebigen Köpfen und Stativen. Schnellwechselsysteme sind meist aus Leichtmetalllegierungen gefertigt, können aber auch aus Kunststoff bestehen.
Einige Schnellwechselsysteme haben herstellerübergreifende Verbreitung gefunden, am bekanntesten ist das „Arca-Swiss“-Wechselplattensystem mit Schwalbenschwanzplatten zum Einschieben in Stativhalter. Beim Kombinieren verschiedener Hersteller muss dennoch die Passung überprüft werden. Im Jahre 2012 haben sich zur Verbesserung der Passung von Arca-Swiss-kompatiblen Komponenten eine Reihe von Herstellern zur „UniQ/C“-Initiative zusammengeschlossen, die 2021 13 Mitglieder hatte. Manche Anbieter von Stativen und Stativköpfen bieten eigene Systeme und Arca-Swiss-kompatible Lösungen parallel an.
Vorteile:
- Schnellere und einfachere Handhabung, meist können die Schnellwechselsysteme auch mit Handschuhen bedient werden.
- Bei Aufnahmen desselben Motivs mit unterschiedlichen Kameragehäusen (verschiedene Filmsorten oder Sensorformate) oder unterschiedlichen Objektiven mit Stativschellen ist bei einem stabilen Stativ meist keine zeitaufwendige Neuausrichtung nötig.
- Bei gleichzeitiger Nutzung mehrerer Kameras und Objektive (mit Stativschelle) kann jeweils eine eigene Wechselplatte angebracht werden.

Nachteile:
- Kameras und Objektive sind mit angebrachter Schnellwechselplatte häufig sperriger, da die Platten oft an einer Stelle überstehen.
- Je nach Kameramodell verdeckt die Platte manchmal einige Klappen und muss bei einem Band-, Film-, Speicherkarten- oder Batteriewechsel zunächst von der Kamera abgeschraubt werden. Allerdings würden diese Klappen auf einem Stativ(-kopf) ebenfalls verdeckt und beim Wechsel eine Demontage vom Stativ erforderlich sein.
- Bei einfacheren Schnellwechselsystemen sind die Platten teilweise nicht einzeln erhältlich.

Es gibt Schnellwechselsysteme, deren Platten jeweils für spezielle Kameramodelle angepasst sind. Diese haben zwar eine höhere Stabilität, erfordern aber bei neuen Kameras mit anderer Form wiederum neue, speziell angepasste Schnellwechselplatten. Durch die vielen speziellen Schnellwechselplatten sind diese Systeme wesentlich teurer als jene mit universell einsetzbaren Platten.
Nicht alle Schnellwechselsysteme sind verdrehsicher ausgeführt, was insbesondere bei Hochformataufnahmen mit schwerer Ausrüstung problematisch sein kann. Eine speziell im Video- und Filmbereich übliche verdrehsichere Wechselplatte verfügt über einen „Videopin“, einen aus der Platte herausragenden Stift von ca. 5 mm Durchmesser, der in Längsrichtung der optischen Achse vor dem Kameragewinde der Platte angeordnet ist. Beim Anschrauben der Platte an der Videokamera greift dieser Stift in eine entsprechende Bohrung an der Kameraunterseite ein. Der normale Abstand zwischen Videopin und Mitte der Schraube beträgt ca. 13 mm, es gibt jedoch auch andere Abstände. Deshalb werden bei einigen Schnellwechselplatten die Befestigungsschrauben in einem Schlitz geführt, um unterschiedliche Abstände zwischen Videopin und Schraube (z. B. von 10 bis 18 mm) ausgleichen zu können.
Eine bei Fotokameras übliche Alternative ist eine Platte, die an der Hinterkante eine Wulst oder einen Anschlag aufweist, gegen den die Hinterseite der Kamera fest geschoben wird, bevor die Kameraschraube an der Platte festgezogen wird. Weniger zuverlässige Sicherungen verwenden Gummi- oder Korkauflagen auf der Wechselplatte.
Im Bereich professioneller Videographie/Cinematographie gibt es im wesentlich ein von Arri entwickeltes Schwalbenschwanz-Schienensystem, bei dem im Unterschied zu Arca-Swiss die Schwalbenschwanzschiene auf dem Stativ und der Klammer-Halter an der Kamera befestigt ist, wobei die Schiene eine Optikachsen-Verschiebung gestattet; und eine ursprünglich von Sony entwickelte Schnellaufnahme, bei der der Stativteil in einer Plattengrundform in Richtung der optischen Achse vorne eine keilförmig vertiefte Aufnahme mit Arretiermechanismus und hinten einen pilzförmigen Stift aufweist, während an der Kameraseite vorne ein entsprechender Keil und hinten eine Art Nut vorgesehen sind, die jeweils in bzw. um die stativseitigen Halterungen passen. Diese Schnellaufnahme wird unter verschiedenen Bezeichnungen geführt, wie „VCT-U14“ (ursprüngliche Sony-Bezeichnung), „HD Baseplate“ oder „Quick lock plate“ bzw. „V plate“.